# Spongites
Spongites Kützing, 1841  é o nome botânico  de um gênero de algas vermelhas pluricelulares da família Corallinaceae, subfamília Mastophoroideae.

## Espécies
Apresenta 10 espécies taxonomicamente válidas, entre elas:
- Spongites fruticulosa Kützing, 1841
- Lista de espécies do gênero Spongites